# LLPH
LLPH (англ. LLP homolog, long-term synaptic facilitation) – білок, який кодується однойменним геном, розташованим у людей на 12-й хромосомі. Довжина поліпептидного ланцюга білка становить 129 амінокислот, а молекулярна маса — 15 225.
| 10         |  | 20         |  | 30         |  | 40         |  | 50         |
| ---------- |  | ---------- |  | ---------- |  | ---------- |  | ---------- |
| MAKSLRSKWK |  | RKMRAEKRKK |  | NAPKEASRLK |  | SILKLDGDVL |  | MKDVQEIATV |
| VVPKPKHCQE |  | KMQCEVKDEK |  | DDMKMETDIK |  | RNKKTLLDQH |  | GQYPIWMNQR |
| QRKRLKAKRE |  | KRKGKSKAKA |  | VKVAKGLAW  |  |            |  |            |

A: Аланін

C: Цистеїн

D: Аспарагінова кислота

E: Глутамінова кислота

G: Гліцин

H: Гістидин

I: Ізолейцин

K: Лізин

L: Лейцин

M: Метіонін

N: Аспарагін

P: Пролін

Q: Глутамін

R: Аргінін

S: Серин

T: Треонін

V: Валін

W: Триптофан

Локалізований у ядрі, хромосомах.